# Cvjetari
Cvjetari (Apoidea) natporodica su srednje velikih do velikih opnokrilaca, najčešće dlakava tijela. Dlačice na trbuhu i na stražnjim nogama služe im za skupljanje peluda pa se među njima razlikuju sabirači trbuhom (gastrilegina) i sabirači nogama (podilegina). Kod najprilagođenijih cvjetara su stopala stražnjih nogu proširena i dlakava poput četkice. 

## Izgled
Prednja im se krila pri mirovanju ne preklapaju. Ticala su im koljenasta. Žalac je rijetko smanjen.

## Način života
Svi cvjetari ne skupljaju samo pelud, nego i nektar. Usni su im organi prilagođeni za lizanje i sisanje, donja usna i donje čeljusti često su jako dugački. 
Cvjetari žive djelomično samotno, djelomično u zajednicama u kojima uz spolne životinje ima mnogo krilatih radilica. Prave gnijezda u zidovima, zemlji,  drvetu, stabljikama i sl.

## Ličinke
Ličinke se hrane medom i peludom. Kukavičji cvjetari ne prave gnijezda nego svoja jaja podmeću u saće drugih cvjetara koji ih onda hrane.
- Ružna rezačica (Megachile centuncularis)
- Pješčara (Andrena fulva)
- Prave pčele medarice (Apis mellifera). Radilice na djelu.

## Porodice
Poznatije su porodice: pješčare (Andrenidae), rezačice (Megachilidae), glinarice (Anthrophoridae), drvorovke (Xylocopidae), prave pčele (Apinae).
|  | Sphecidae (sensu stricto)     |
|  |                               |
|  | Crabroninae (dio Crabronidae) |
|  |                               |

|  | Nyssonini, Astatinae         |
|  |                              |
|  | Heterogynaidae (mogućnost 2) |
|  |                              |

|  | Pemphredoninae, Philanthinae |
|  |                              |
|  | Anthophila (pčele)           |
|  |                              |

|  | Nyssonini, Astatinae         |
|  |                              |
|  | Heterogynaidae (mogućnost 2) |
|  |                              |

|  | Pemphredoninae, Philanthinae |
|  |                              |
|  | Anthophila (pčele)           |
|  |                              |

|  | Nyssonini, Astatinae         |
|  |                              |
|  | Heterogynaidae (mogućnost 2) |
|  |                              |

|  | Pemphredoninae, Philanthinae |
|  |                              |
|  | Anthophila (pčele)           |
|  |                              |

|  | Nyssonini, Astatinae         |
|  |                              |
|  | Heterogynaidae (mogućnost 2) |
|  |                              |

|  | Pemphredoninae, Philanthinae |
|  |                              |
|  | Anthophila (pčele)           |
|  |                              |

|  | Sphecidae (sensu stricto)     |
|  |                               |
|  | Crabroninae (dio Crabronidae) |
|  |                               |

|  | Nyssonini, Astatinae         |
|  |                              |
|  | Heterogynaidae (mogućnost 2) |
|  |                              |

|  | Pemphredoninae, Philanthinae |
|  |                              |
|  | Anthophila (pčele)           |
|  |                              |

|  | Nyssonini, Astatinae         |
|  |                              |
|  | Heterogynaidae (mogućnost 2) |
|  |                              |

|  | Pemphredoninae, Philanthinae |
|  |                              |
|  | Anthophila (pčele)           |
|  |                              |

|  | Nyssonini, Astatinae         |
|  |                              |
|  | Heterogynaidae (mogućnost 2) |
|  |                              |

|  | Pemphredoninae, Philanthinae |
|  |                              |
|  | Anthophila (pčele)           |
|  |                              |

|  | Nyssonini, Astatinae         |
|  |                              |
|  | Heterogynaidae (mogućnost 2) |
|  |                              |

|  | Pemphredoninae, Philanthinae |
|  |                              |
|  | Anthophila (pčele)           |
|  |                              |

|  | Sphecidae (sensu stricto)     |
|  |                               |
|  | Crabroninae (dio Crabronidae) |
|  |                               |

|  | Nyssonini, Astatinae         |
|  |                              |
|  | Heterogynaidae (mogućnost 2) |
|  |                              |

|  | Pemphredoninae, Philanthinae |
|  |                              |
|  | Anthophila (pčele)           |
|  |                              |

|  | Nyssonini, Astatinae         |
|  |                              |
|  | Heterogynaidae (mogućnost 2) |
|  |                              |

|  | Pemphredoninae, Philanthinae |
|  |                              |
|  | Anthophila (pčele)           |
|  |                              |

|  | Nyssonini, Astatinae         |
|  |                              |
|  | Heterogynaidae (mogućnost 2) |
|  |                              |

|  | Pemphredoninae, Philanthinae |
|  |                              |
|  | Anthophila (pčele)           |
|  |                              |

|  | Nyssonini, Astatinae         |
|  |                              |
|  | Heterogynaidae (mogućnost 2) |
|  |                              |

|  | Pemphredoninae, Philanthinae |
|  |                              |
|  | Anthophila (pčele)           |
|  |                              |

|  | Sphecidae (sensu stricto)     |
|  |                               |
|  | Crabroninae (dio Crabronidae) |
|  |                               |

|  | Nyssonini, Astatinae         |
|  |                              |
|  | Heterogynaidae (mogućnost 2) |
|  |                              |

|  | Pemphredoninae, Philanthinae |
|  |                              |
|  | Anthophila (pčele)           |
|  |                              |

|  | Nyssonini, Astatinae         |
|  |                              |
|  | Heterogynaidae (mogućnost 2) |
|  |                              |

|  | Pemphredoninae, Philanthinae |
|  |                              |
|  | Anthophila (pčele)           |
|  |                              |

|  | Nyssonini, Astatinae         |
|  |                              |
|  | Heterogynaidae (mogućnost 2) |
|  |                              |

|  | Pemphredoninae, Philanthinae |
|  |                              |
|  | Anthophila (pčele)           |
|  |                              |

|  | Nyssonini, Astatinae         |
|  |                              |
|  | Heterogynaidae (mogućnost 2) |
|  |                              |

|  | Pemphredoninae, Philanthinae |
|  |                              |
|  | Anthophila (pčele)           |
|  |                              |

|  | Sphecidae (sensu stricto)     |
|  |                               |
|  | Crabroninae (dio Crabronidae) |
|  |                               |

|  | Nyssonini, Astatinae         |
|  |                              |
|  | Heterogynaidae (mogućnost 2) |
|  |                              |

|  | Pemphredoninae, Philanthinae |
|  |                              |
|  | Anthophila (pčele)           |
|  |                              |

|  | Nyssonini, Astatinae         |
|  |                              |
|  | Heterogynaidae (mogućnost 2) |
|  |                              |

|  | Pemphredoninae, Philanthinae |
|  |                              |
|  | Anthophila (pčele)           |
|  |                              |

|  | Nyssonini, Astatinae         |
|  |                              |
|  | Heterogynaidae (mogućnost 2) |
|  |                              |

|  | Pemphredoninae, Philanthinae |
|  |                              |
|  | Anthophila (pčele)           |
|  |                              |

|  | Nyssonini, Astatinae         |
|  |                              |
|  | Heterogynaidae (mogućnost 2) |
|  |                              |

|  | Pemphredoninae, Philanthinae |
|  |                              |
|  | Anthophila (pčele)           |
|  |                              |

|  | Sphecidae (sensu stricto)     |
|  |                               |
|  | Crabroninae (dio Crabronidae) |
|  |                               |

|  | Nyssonini, Astatinae         |
|  |                              |
|  | Heterogynaidae (mogućnost 2) |
|  |                              |

|  | Pemphredoninae, Philanthinae |
|  |                              |
|  | Anthophila (pčele)           |
|  |                              |

|  | Nyssonini, Astatinae         |
|  |                              |
|  | Heterogynaidae (mogućnost 2) |
|  |                              |

|  | Pemphredoninae, Philanthinae |
|  |                              |
|  | Anthophila (pčele)           |
|  |                              |

|  | Nyssonini, Astatinae         |
|  |                              |
|  | Heterogynaidae (mogućnost 2) |
|  |                              |

|  | Pemphredoninae, Philanthinae |
|  |                              |
|  | Anthophila (pčele)           |
|  |                              |

|  | Nyssonini, Astatinae         |
|  |                              |
|  | Heterogynaidae (mogućnost 2) |
|  |                              |

|  | Pemphredoninae, Philanthinae |
|  |                              |
|  | Anthophila (pčele)           |
|  |                              |

|  | Sphecidae (sensu stricto)     |
|  |                               |
|  | Crabroninae (dio Crabronidae) |
|  |                               |

|  | Nyssonini, Astatinae         |
|  |                              |
|  | Heterogynaidae (mogućnost 2) |
|  |                              |

|  | Pemphredoninae, Philanthinae |
|  |                              |
|  | Anthophila (pčele)           |
|  |                              |

|  | Nyssonini, Astatinae         |
|  |                              |
|  | Heterogynaidae (mogućnost 2) |
|  |                              |

|  | Pemphredoninae, Philanthinae |
|  |                              |
|  | Anthophila (pčele)           |
|  |                              |

|  | Nyssonini, Astatinae         |
|  |                              |
|  | Heterogynaidae (mogućnost 2) |
|  |                              |

|  | Pemphredoninae, Philanthinae |
|  |                              |
|  | Anthophila (pčele)           |
|  |                              |

|  | Nyssonini, Astatinae         |
|  |                              |
|  | Heterogynaidae (mogućnost 2) |
|  |                              |

|  | Pemphredoninae, Philanthinae |
|  |                              |
|  | Anthophila (pčele)           |
|  |                              |

|  | Sphecidae (sensu stricto)     |
|  |                               |
|  | Crabroninae (dio Crabronidae) |
|  |                               |

|  | Nyssonini, Astatinae         |
|  |                              |
|  | Heterogynaidae (mogućnost 2) |
|  |                              |

|  | Pemphredoninae, Philanthinae |
|  |                              |
|  | Anthophila (pčele)           |
|  |                              |

|  | Nyssonini, Astatinae         |
|  |                              |
|  | Heterogynaidae (mogućnost 2) |
|  |                              |

|  | Pemphredoninae, Philanthinae |
|  |                              |
|  | Anthophila (pčele)           |
|  |                              |

|  | Nyssonini, Astatinae         |
|  |                              |
|  | Heterogynaidae (mogućnost 2) |
|  |                              |

|  | Pemphredoninae, Philanthinae |
|  |                              |
|  | Anthophila (pčele)           |
|  |                              |

|  | Nyssonini, Astatinae         |
|  |                              |
|  | Heterogynaidae (mogućnost 2) |
|  |                              |

|  | Pemphredoninae, Philanthinae |
|  |                              |
|  | Anthophila (pčele)           |
|  |                              |

- Superfamily Apoidea - 28,793 živih vrsta • HymIS, ITIS Bees

- familia Ampulicidae - 199 živih vrsta 
  - genus Ampulex - 130 živih vrsta
  - genus Aphelotoma - 8 živih vrsta
  - genus Dolichurus - 49 živih vrsta
  - genus Paradolichurus - 4 živih vrsta
  - genus Riekefella - 1 živih vrsta
  - genus Trirogma - 7 živih vrsta
- familia Andrenidae - 2,880 živih vrsta 
  - genus Acamptopoeum - 11 živih vrsta
  - genus Alocandrena - 1 živih vrsta
  - genus Ancylandrena - 5 živih vrsta
  - genus Andrena - 1,495 živih vrsta
  - genus Anthemurgus - 1 živih vrsta
  - genus Anthrenoides - 47 živih vrsta
  - genus Arhysosage - 6 živih vrsta
  - genus Austropanurgus - 1 živih vrsta
  - genus Avpanurgus - 1 živih vrsta
  - genus Borgatomelissa - 2 živih vrsta
  - genus Calliopsis - 88 živih vrsta
  - genus Callonychium - 12 živih vrsta
  - genus Camptopoeum - 30 živih vrsta
  - genus Chaeturginus - 1 živih vrsta
  - genus Clavipanurgus - 11 živih vrsta
  - genus Euherbstia - 1 živih vrsta
  - genus Flavipanurgus - 6 živih vrsta
  - genus Flavomeliturgula - 6 živih vrsta
  - genus Gasparinahla - 1 živih vrsta
  - genus Liphanthus - 33 živih vrsta
  - genus Litocalliopsis - 1 živih vrsta
  - genus Macrotera - 31 živih vrsta
  - genus Megandrena - 2 živih vrsta
  - genus Melitturga - 17 živih vrsta
  - genus Meliturgula - 12 živih vrsta
  - genus Mermiglossa - 1 živih vrsta
  - genus Mesoxaea - 7 živih vrsta
  - genus Neffapis - 1 živih vrsta
  - genus Nolanomelissa - 1 živih vrsta
  - genus Notoxaea - 1 živih vrsta
  - genus Orphana - 2 živih vrsta
  - genus Oxaea - 10 živih vrsta
  - genus Panurginus - 46 živih vrsta
  - genus Panurgus - 35 živih vrsta
  - genus Parapsaenythia - 4 živih vrsta
  - genus Parasarus - 1 živih vrsta
  - genus Perdita - 631 živih vrsta
  - genus Plesiopanurgus - 4 živih vrsta
  - genus Protandrena - 58 živih vrsta
  - genus Protomeliturga - 2 živih vrsta
  - genus Protoxaea - 3 živih vrsta
  - genus Psaenythia - 72 živih vrsta
  - genus Pseudopanurgus - 135 živih vrsta
  - genus Pseudosarus - 1 živih vrsta
  - genus Rhophitulus - 33 živih vrsta
  - genus Simpanurgus - 1 živih vrsta
  - genus Spinoliella - 9 živih vrsta
- familia Apidae - 5,677 živih vrsta 
  - genus Acanthopus - 2 živih vrsta
  - genus Aethammobates - 1 živih vrsta
  - genus Afromelecta - 3 živih vrsta
  - genus Agapanthinus - 1 živih vrsta
  - genus Aglae - 1 živih vrsta
  - genus Aglaomelissa - 1 živih vrsta
  - genus Alepidosceles - 6 živih vrsta
  - genus Allodape - 29 živih vrsta
  - genus Allodapula - 16 živih vrsta
  - genus Alloscirtetica - 43 živih vrsta
  - genus Amegilla - 252 živih vrsta
  - genus Ammobates - 49 živih vrsta
  - genus Ammobatoides - 6 živih vrsta
  - genus Ancyla - 9 živih vrsta
  - genus Ancyloscelis - 20 živih vrsta
  - genus Anthophora - 427 živih vrsta
  - genus Anthophorula - 63 živih vrsta
  - genus Apis - 7 živih vrsta
  - genus Apotrigona - 1 živih vrsta
  - genus Arhysoceble - 3 živih vrsta
  - genus Austroplebeia - 9 živih vrsta
  - genus Axestotrigona - 4 živih vrsta
  - genus Biastes - 5 živih vrsta
  - genus Bombus - 258 živih vrsta
  - genus Brachymelecta - 1 živih vrsta
  - genus Brachynomada - 16 živih vrsta
  - genus Braunsapis - 89 živih vrsta
  - genus Caenonomada - 3 živih vrsta
  - genus Caenoprosopina - 1 živih vrsta
  - genus Caenoprosopis - 1 živih vrsta
  - genus Camargoia - 3 živih vrsta
  - genus Canephorula - 1 živih vrsta
  - genus Cemolobus - 1 živih vrsta
  - genus Centris - 208 živih vrsta
  - genus Cephalotrigona - 5 živih vrsta
  - genus Ceratina - 339 živih vrsta
  - genus Chalepo genus - 21 živih vrsta
  - genus Chiasmognathus - 5 živih vrsta
  - genus Chilimalopsis - 2 živih vrsta
  - genus Cleptotrigona - 1 živih vrsta
  - genus Coelioxoides - 3 živih vrsta
  - genus Compsomelissa - 26 živih vrsta
  - genus Ctenioschelus - 2 živih vrsta
  - genus Ctenoplectra - 18 živih vrsta
  - genus Ctenoplectrina - 3 živih vrsta
  - genus Cubitalia - 8 živih vrsta
  - genus Dactylurina - 2 živih vrsta
  - genus Deltoptila - 6 živih vrsta
  - genus Diadasia - 42 živih vrsta
  - genus Diadasina - 14 živih vrsta
  - genus Doeringiella - 36 živih vrsta
  - genus Duckeola - 2 živih vrsta
  - genus Effractapis - 1 živih vrsta
  - genus Elaphropoda - 11 živih vrsta
  - genus Epeoloides - 2 živih vrsta
  - genus Epeolus - 103 živih vrsta
  - genus Epicharis - 34 živih vrsta
  - genus Epiclopus - 3 živih vrsta
  - genus Eremapis - 1 živih vrsta
  - genus Ericrocis - 2 živih vrsta
  - genus Eucera - 217 živih vrsta
  - genus Eucerinoda - 1 živih vrsta
  - genus Eucondylops - 2 živih vrsta
  - genus Eufriesea - 62 živih vrsta
  - genus Euglossa - 112 živih vrsta
  - genus Eulaema - 25 živih vrsta
  - genus Exaerete - 6 živih vrsta
  - genus Exomalopsis - 82 živih vrsta
  - genus Exoneura - 68 živih vrsta
  - genus Exoneurella - 4 živih vrsta
  - genus Exoneuridia - 2 živih vrsta
  - genus Florilegus - 11 živih vrsta
  - genus Friesella - 1 živih vrsta
  - genus Frieseomelitta - 14 živih vrsta
  - genus Gaesischia - 36 živih vrsta
  - genus Gaesochira - 1 živih vrsta
  - genus Geniotrigona - 2 živih vrsta
  - genus Geotrigona - 21 živih vrsta
  - genus Habrophorula - 4 živih vrsta
  - genus Habropoda - 55 živih vrsta
  - genus Hamatothrix - 1 živih vrsta
  - genus Heterotrigona - 3 živih vrsta
  - genus Hexepeolus - 1 živih vrsta
  - genus Holcopasites - 19 živih vrsta
  - genus Homotrigona - 1 živih vrsta
  - genus Hopliphora - 6 živih vrsta
  - genus Hypotrigona - 4 živih vrsta
  - genus Isepeolus - 11 živih vrsta
  - genus Kelita - 5 živih vrsta
  - genus Lanthanomelissa - 5 živih vrsta
  - genus Leiopodus - 5 živih vrsta
  - genus Lepidotrigona - 5 živih vrsta
  - genus Lestrimelitta - 19 živih vrsta
  - genus Leurotrigona - 2 živih vrsta
  - genus Liotrigona - 9 živih vrsta
  - genus Lisotrigona - 5 živih vrsta
  - genus Lophothygater - 3 živih vrsta
  - genus Lophotrigona - 1 živih vrsta
  - genus Macrogalea - 10 živih vrsta
  - genus Manuelia - 3 živih vrsta
  - genus Martinapis - 3 živih vrsta
  - genus Melanempis - 5 živih vrsta
  - genus Melecta - 52 živih vrsta
  - genus Melectoides - 10 živih vrsta
  - genus Meliphilopsis - 2 živih vrsta
  - genus Meliplebeia - 4 živih vrsta
  - genus Melipona - 63 živih vrsta
  - genus Meliponula - 1 živih vrsta
  - genus Melissodes - 134 živih vrsta
  - genus Melissoptila - 55 živih vrsta
  - genus Melitoma - 11 živih vrsta
  - genus Melitomella - 3 živih vrsta
  - genus Meliwillea - 1 živih vrsta
  - genus Mesocheira - 1 živih vrsta
  - genus Mesonychium - 7 živih vrsta
  - genus Mesoplia - 15 živih vrsta
  - genus Micronychapis - 1 živih vrsta
  - genus Mirnapis - 1 živih vrsta
  - genus Monoeca - 8 živih vrsta
  - genus Mourella - 1 živih vrsta
  - genus Nannotrigona - 10 živih vrsta
  - genus Nanorhathymus - 2 živih vrsta
  - genus Nasutapis - 1 živih vrsta
  - genus Neolarra - 16 živih vrsta
  - genus Neopasites - 5 živih vrsta
  - genus Nogueirapis - 3 živih vrsta
  - genus Nomada - 701 živih vrsta
  - genus Notolonia - 1 živih vrsta
  - genus Odontotrigona - 1 živih vrsta
  - genus Odyneropsis - 11 živih vrsta
  - genus Oreopasites - 11 živih vrsta
  - genus Osirinus - 7 živih vrsta
  - genus Osiris - 32 živih vrsta
  - genus Oxytrigona - 11 živih vrsta
  - genus Pachymelus - 21 živih vrsta
  - genus Pachysvastra - 2 živih vrsta
  - genus Papuatrigona - 1 živih vrsta
  - genus Parammobatodes - 6 živih vrsta
  - genus Paranomada - 3 živih vrsta
  - genus Paratetrapedia - 41 živih vrsta
  - genus Paratrigona - 31 živih vrsta
  - genus Paratrigonoides - 1 živih vrsta
  - genus Parepeolus - 5 živih vrsta
  - genus Pariotrigona - 2 živih vrsta
  - genus Partamona - 34 živih vrsta
  - genus Pasites - 26 živih vrsta
  - genus Peponapis - 13 živih vrsta
  - genus Platysvastra - 1 živih vrsta
  - genus Platytrigona - 6 živih vrsta
  - genus Plebeia - 39 živih vrsta
  - genus Plebeiella - 2 živih vrsta
  - genus Plebeina - 1 živih vrsta
  - genus Protosiris - 5 živih vrsta
  - genus Pseudepeolus - 5 živih vrsta
  - genus Ptilothrix - 17 živih vrsta
  - genus Ptilotrigona - 3 živih vrsta
  - genus Rhathymus - 17 živih vrsta
  - genus Rhinepeolus - 1 živih vrsta
  - genus Rhogepeolus - 5 živih vrsta
  - genus Rhopalolemma - 2 živih vrsta
  - genus Santiago - 2 živih vrsta
  - genus Scaptotrigona - 20 živih vrsta
  - genus Scaura - 5 živih vrsta
  - genus Schmiedeknechtia - 6 živih vrsta
  - genus Schwarziana - 2 živih vrsta
  - genus Schwarzula - 2 živih vrsta
  - genus Simanthedon - 1 živih vrsta
  - genus Sinomelecta - 1 živih vrsta
  - genus Sphecodopsis - 14 živih vrsta
  - genus Spinopasites - 1 živih vrsta
  - genus Sundatrigona - 2 živih vrsta
  - genus Svastra - 23 živih vrsta
  - genus Svastrides - 5 živih vrsta
  - genus Svastrina - 1 živih vrsta
  - genus Syntrichalonia - 2 živih vrsta
  - genus Tapinotaspis - 4 živih vrsta
  - genus Tapinotaspoides - 4 živih vrsta
  - genus Tarsalia - 7 živih vrsta
  - genus Teratognatha - 1 živih vrsta
  - genus Tetragona - 13 živih vrsta
  - genus Tetragonilla - 2 živih vrsta
  - genus Tetragonisca - 4 živih vrsta
  - genus Tetragonula - 29 živih vrsta
  - genus Tetralonia - 40 živih vrsta
  - genus Tetraloniella - 103 živih vrsta
  - genus Tetralonioidella - 10 živih vrsta
  - genus Tetrapedia - 26 živih vrsta
  - genus Tetrigona - 5 živih vrsta
  - genus Thalestria - 1 živih vrsta
  - genus Thygater - 30 živih vrsta
  - genus Thyreomelecta - 7 živih vrsta
  - genus Thyreus - 103 živih vrsta
  - genus Toromelissa - 1 živih vrsta
  - genus Townsendiella - 3 živih vrsta
  - genus Trichocerapis - 5 živih vrsta
  - genus Trichotrigona - 1 živih vrsta
  - genus Triepeolus - 147 živih vrsta
  - genus Trigona - 30 živih vrsta
  - genus Trigonisca - 35 živih vrsta
  - genus Trigonopedia - 6 živih vrsta
  - genus Triopasites - 2 živih vrsta
  - genus Ulugombakia - 1 živih vrsta
  - genus Xenoglossa - 7 živih vrsta
  - genus Xeromelecta - 6 živih vrsta
  - genus Xylocopa - 400 živih vrsta
  - genus Zacosmia - 1 živih vrsta
- familia Colletidae - 2,492 živih vrsta 
  - genus Amphylaeus - 4 živih vrsta
  - genus Brachyglossula - 7 živih vrsta
  - genus Brachyhesma - 41 živih vrsta
  - genus Cadeguala - 2 živih vrsta
  - genus Cadegualina - 2 živih vrsta
  - genus Callohesma - 34 živih vrsta
  - genus Callomelitta - 11 živih vrsta
  - genus Caupolicana - 37 živih vrsta
  - genus Chilicola - 96 živih vrsta
  - genus Chrysocolletes - 5 živih vrsta
  - genus Colletes - 461 živih vrsta
  - genus Crawfordapis - 2 živih vrsta
  - genus Dasyhesma - 21 živih vrsta
  - genus Diphaglossa - 1 živih vrsta
  - genus Euhesma - 85 živih vrsta
  - genus Eulonchopria - 6 živih vrsta
  - genus Euryglossa - 38 živih vrsta
  - genus Euryglossina - 73 živih vrsta
  - genus Euryglossula - 7 živih vrsta
  - genus Geodiscelis - 2 živih vrsta
  - genus Glossurocolletes - 2 živih vrsta
  - genus Hemirhiza - 1 živih vrsta
  - genus Hesperocolletes - 1 živih vrsta
  - genus Heterohesma - 2 živih vrsta
  - genus Hylaeus - 709 živih vrsta
  - genus Hyleoides - 8 živih vrsta
  - genus Hyphesma - 7 živih vrsta
  - genus Leioproctus - 342 živih vrsta
  - genus Lonchopria - 16 živih vrsta
  - genus Lonchorhyncha - 1 živih vrsta
  - genus Melittosmithia - 4 živih vrsta
  - genus Meroglossa - 20 živih vrsta
  - genus Mourecotelles - 22 živih vrsta
  - genus Mydrosoma - 10 živih vrsta
  - genus Mydrosomella - 2 živih vrsta
  - genus Neopasiphae - 3 živih vrsta
  - genus Niltonia - 1 živih vrsta
  - genus Pachyprosopis - 24 živih vrsta
  - genus Palaeorhiza - 146 živih vrsta
  - genus Paracolletes - 16 živih vrsta
  - genus Phenacolletes - 1 živih vrsta
  - genus Ptiloglossa - 55 živih vrsta
  - genus Ptiloglossidia - 1 živih vrsta
  - genus Scrapter - 43 živih vrsta
  - genus Sericogaster - 1 živih vrsta
  - genus Stenohesma - 1 živih vrsta
  - genus Trichocolletes - 23 živih vrsta
  - genus Tumidihesma - 2 živih vrsta
  - genus Willinkapis - 3 živih vrsta
  - genus Xanthesma - 48 živih vrsta
  - genus Xenochilicola - 3 živih vrsta
  - genus Xenorhiza - 5 živih vrsta
  - genus Xeromelissa - 21 živih vrsta
  - genus Zikanapis - 13 živih vrsta
- familia Crabronidae - 8,347 živih vrsta
  - genus Acanthocausus - 1 živih vrsta
  - genus Acanthostethus - 15 živih vrsta
  - genus Afrogorytes - 2 živih vrsta
  - genus Aha - 2 živih vrsta
  - genus Alinia - 4 živih vrsta
  - genus Allogorytes - 1 živih vrsta
  - genus Allostigmus - 2 živih vrsta
  - genus Alysson - 42 živih vrsta
  - genus Ammatomus - 30 živih vrsta
  - genus Ammoplanellus - 17 živih vrsta
  - genus Ammoplanops - 15 živih vrsta
  - genus Ammoplanus - 49 živih vrsta
  - genus Ammopsen - 1 živih vrsta
  - genus Ammostigmus - 1 živih vrsta
  - genus Anacrabro - 15 živih vrsta
  - genus Analysson - 1 živih vrsta
  - genus Antomartinezius - 3 živih vrsta
  - genus Aphilanthops - 4 živih vrsta
  - genus Araucastigmus - 3 živih vrsta
  - genus Argogorytes - 30 živih vrsta
  - genus Arigorytes - 5 živih vrsta
  - genus Arnoldita - 4 živih vrsta
  - genus Aroliagorytes - 1 živih vrsta
  - genus Arpactophilus - 43 živih vrsta
  - genus Astata - 80 živih vrsta
  - genus Auchenophorus - 3 živih vrsta
  - genus Aulacophilinus - 1 živih vrsta
  - genus Aulacophilus - 6 živih vrsta
  - genus Austrogorytes - 31 živih vrsta
  - genus Aykhustigmus - 4 živih vrsta
  - genus Belarnoldus - 1 živih vrsta
  - genus Belokohlus - 1 živih vrsta
  - genus Belomicrinus - 2 živih vrsta
  - genus Belomicroides - 16 živih vrsta
  - genus Belomicrus - 101 živih vrsta
  - genus Bembecinus - 186 živih vrsta
  - genus Bembix - 346 živih vrsta
  - genus Bicyrtes - 27 živih vrsta
  - genus Bohartella - 2 živih vrsta
  - genus Bothynostethus - 10 živih vrsta
  - genus Brachystegus - 21 živih vrsta
  - genus Brimocelus - 3 živih vrsta
  - genus Burmastatus - 1 živih vrsta
  - genus Carinostigmus - 35 živih vrsta
  - genus Carlobembix - 1 živih vrsta
  - genus Ceratostigmus - 1 živih vrsta
  - genus Cerceris - 869 živih vrsta
  - genus Chilostictia - 1 živih vrsta
  - genus Chimila - 6 živih vrsta
  - genus Chimiloides - 3 živih vrsta
  - genus Clitemnestra - 67 živih vrsta
  - genus Clypeadon - 9 živih vrsta
  - genus Crabro - 87 živih vrsta
  - genus Cresson - 1 živih vrsta
  - genus Crorhopalum - 1 živih vrsta
  - genus Crossocerus - 251 živih vrsta
  - genus Dalara - 2 živih vrsta
  - genus Dasyproctus - 72 živih vrsta
  - genus Deinomimesa - 5 živih vrsta
  - genus Dicranorhina - 15 živih vrsta
  - genus Didineis - 28 živih vrsta
  - genus Dinetus - 12 živih vrsta
  - genus Diodontus - 76 živih vrsta
  - genus Diploplectron - 20 živih vrsta
  - genus Dryudella - 52 živih vrsta
  - genus Echucoides - 2 živih vrsta
  - genus Ectemnius - 188 živih vrsta
  - genus Editha - 7 živih vrsta
  - genus Enchemicrum - 1 živih vrsta
  - genus Encopognathus - 38 živih vrsta
  - genus Enoplolindenius - 38 živih vrsta
  - genus Entomocrabro - 12 živih vrsta
  - genus Entomognathus - 63 živih vrsta
  - genus Entomosericus - 3 živih vrsta
  - genus Eogorytes - 3 živih vrsta
  - genus Epigorytes - 4 živih vrsta
  - genus Epinysson - 23 živih vrsta
  - genus Eremiasphecium - 12 živih vrsta
  - genus Eucerceris - 41 živih vrsta
  - genus Eupliloides - 12 živih vrsta
  - genus Exeirus - 1 živih vrsta
  - genus Foxia - 10 živih vrsta
  - genus Foxita - 22 živih vrsta
  - genus Gastrosericus - 61 živih vrsta
  - genus Gessus - 1 živih vrsta
  - genus Glenostictia - 21 živih vrsta
  - genus Gorytes - 74 živih vrsta
  - genus Guichardus - 3 živih vrsta
  - genus Handlirschia - 2 živih vrsta
  - genus Hapalomellinus - 3 živih vrsta
  - genus Harpactostigma - 1 živih vrsta
  - genus Harpactus - 72 živih vrsta
  - genus Heliocausus - 3 živih vrsta
  - genus Hemidula - 2 živih vrsta
  - genus Hingstoniola - 4 živih vrsta
  - genus Holcorhopalum - 8 živih vrsta
  - genus Holotachysphex - 5 živih vrsta
  - genus Hoplisoides - 79 živih vrsta
  - genus Hovanysson - 2 živih vrsta
  - genus Huacrabro - 1 živih vrsta
  - genus Huavea - 2 živih vrsta
  - genus Hyponysson - 2 živih vrsta
  - genus Idionysson - 3 živih vrsta
  - genus Incastigmus - 25 živih vrsta
  - genus Isorhopalum - 5 živih vrsta
  - genus Kohlia - 3 živih vrsta
  - genus Kohliella - 3 živih vrsta
  - genus Krombeinictus - 1 živih vrsta
  - genus Laphyragogus - 6 živih vrsta
  - genus Larrissa - 1 živih vrsta
  - genus Larrisson - 15 živih vrsta
  - genus Larropsis - 40 živih vrsta
  - genus Leclercqia - 1 živih vrsta
  - genus Lecrenierus - 14 živih vrsta
  - genus Lestica - 44 živih vrsta
  - genus Lestiphorus - 18 živih vrsta
  - genus Leurogorytes - 1 živih vrsta
  - genus Lindenius - 61 živih vrsta
  - genus Liogorytes - 11 živih vrsta
  - genus Liris - 10 živih vrsta
  - genus Lithium - 4 živih vrsta
  - genus Llaqhastigmus - 14 živih vrsta
  - genus Losada - 3 živih vrsta
  - genus Lyroda - 25 živih vrsta
  - genus Megalara - 1 živih vrsta
  - genus Megistommum - 5 živih vrsta
  - genus Mellinus - 16 živih vrsta
  - genus Mesopalarus - 1 živih vrsta
  - genus Metanysson - 16 živih vrsta
  - genus Microbembex - 34 živih vrsta
  - genus Microstictia - 12 živih vrsta
  - genus Microstigmus - 29 živih vrsta
  - genus Mimesa - 73 živih vrsta
  - genus Mimumesa - 31 živih vrsta
  - genus Minicrabro - 1 živih vrsta
  - genus Minimicroides - 1 živih vrsta
  - genus Miscophoidellus - 2 živih vrsta
  - genus Miscophoides - 2 živih vrsta
  - genus Miscophus - 184 živih vrsta
  - genus Mohavena - 6 živih vrsta
  - genus Moniaecera - 12 živih vrsta
  - genus Namiscophus - 2 živih vrsta
  - genus Neodasyproctus - 12 živih vrsta
  - genus Neogorytes - 6 živih vrsta
  - genus Neonysson - 2 živih vrsta
  - genus Nesomimesa - 6 živih vrsta
  - genus Nippononysson - 3 živih vrsta
  - genus Nitela - 64 živih vrsta
  - genus Notocrabro - 2 živih vrsta
  - genus Nototis - 2 živih vrsta
  - genus Nursea - 1 živih vrsta
  - genus Nysson - 102 živih vrsta
  - genus Odontocrabro - 8 živih vrsta
  - genus Odontopsen - 2 živih vrsta
  - genus Odontosphex - 5 živih vrsta
  - genus Olgia - 6 živih vrsta
  - genus Oryttus - 14 živih vrsta
  - genus Oxybelomorpha - 24 živih vrsta
  - genus Oxybelus - 264 živih vrsta
  - genus Pae - 8 živih vrsta
  - genus Palarus - 31 živih vrsta
  - genus Papurus - 1 živih vrsta
  - genus Paracrabro - 1 živih vrsta
  - genus Paraliris - 4 živih vrsta
  - genus Parammoplanus - 19 živih vrsta
  - genus Paranysson - 10 živih vrsta
  - genus Paraphilanthus - 1 živih vrsta
  - genus Parapiagetia - 26 živih vrsta
  - genus Parastigmus - 4 živih vrsta
  - genus Parataruma - 2 živih vrsta
  - genus Passaloecus - 40 živih vrsta
  - genus Pemphredon - 45 živih vrsta
  - genus Pericrabro - 1 živih vrsta
  - genus Perisson - 1 živih vrsta
  - genus Philanthinus - 4 živih vrsta
  - genus Philanthus - 137 živih vrsta
  - genus Pison - 198 živih vrsta
  - genus Pisonopsis - 5 živih vrsta
  - genus Pisoxylon - 3 živih vrsta
  - genus Piyuma - 17 živih vrsta
  - genus Piyumoides - 5 živih vrsta
  - genus Plenoculus - 21 živih vrsta
  - genus Pluto - 58 živih vrsta
  - genus Podagritoides - 1 živih vrsta
  - genus Podagritus - 115 živih vrsta
  - genus Polemistus - 37 živih vrsta
  - genus Prosopigastra - 35 živih vrsta
  - genus Protostigmus - 4 živih vrsta
  - genus Psammaecius - 5 živih vrsta
  - genus Psammaletes - 9 živih vrsta
  - genus Psen - 94 živih vrsta
  - genus Pseneo - 27 živih vrsta
  - genus Psenulus - 160 živih vrsta
  - genus Pseudomicroides - 15 živih vrsta
  - genus Pseudoscolia - 47 živih vrsta
  - genus Pseudoturneria - 5 živih vrsta
  - genus Pterygorytes - 3 živih vrsta
  - genus Pulverro - 13 živih vrsta
  - genus Quexua - 17 živih vrsta
  - genus Rhopalum - 285 živih vrsta
  - genus Riparena - 2 živih vrsta
  - genus Rubrica - 4 živih vrsta
  - genus Sagenista - 10 živih vrsta
  - genus Saliostethoides - 1 živih vrsta
  - genus Saliostethus - 13 živih vrsta
  - genus Sanaviron - 1 živih vrsta
  - genus Saygorytes - 7 živih vrsta
  - genus Scapheutes - 3 živih vrsta
  - genus Selman - 1 živih vrsta
  - genus Sericophorus - 101 živih vrsta
  - genus Solierella - 1 živih vrsta
  - genus Sphecius - 21 živih vrsta
  - genus Sphodrotes - 12 živih vrsta
  - genus Spilomena - 86 živih vrsta
  - genus Steniolia - 15 živih vrsta
  - genus Stenogorytes - 14 živih vrsta
  - genus Stethogorytes - 1 živih vrsta
  - genus Stictia - 28 živih vrsta
  - genus Stictiella - 14 živih vrsta
  - genus Stigmus - 24 živih vrsta
  - genus Stizoides - 30 živih vrsta
  - genus Stizus - 109 živih vrsta
  - genus Tachysphex - 446 živih vrsta
  - genus Tachytella - 3 živih vrsta
  - genus Tachytes - 296 živih vrsta
  - genus Tanyoprymnus - 1 živih vrsta
  - genus Tiguipa - 4 živih vrsta
  - genus Timberlakena - 7 živih vrsta
  - genus Tracheliodes - 15 živih vrsta
  - genus Trachypus - 31 živih vrsta
  - genus Tretogorytes - 1 živih vrsta
  - genus Trichogorytes - 2 živih vrsta
  - genus Trichostictia - 3 živih vrsta
  - genus Trypoxylon - 635 živih vrsta
  - genus Tsunekiola - 1 živih vrsta
  - genus Tzustigmus - 8 živih vrsta
  - genus Uniplectron - 1 živih vrsta
  - genus Vechtia - 2 živih vrsta
  - genus Williamsita - 11 živih vrsta
  - genus Willinkiella - 2 živih vrsta
  - genus Wojus - 1 živih vrsta
  - genus Xenosphex - 3 živih vrsta
  - genus Xerogorytes - 1 živih vrsta
  - genus Xerostictia - 1 živih vrsta
  - genus Xysma - 4 živih vrsta
  - genus Zanysson - 19 živih vrsta
  - genus Zutrhopalum - 4 živih vrsta
  - genus Zyzzyx - 1 živih vrsta
- familia Halictidae - 4,186 živih vrsta 
  - genus Agapostemon - 44 živih vrsta
  - genus Agapostemonoides - 2 živih vrsta
  - genus Andinaugochlora - 3 živih vrsta
  - genus Ariphanarthra - 1 živih vrsta
  - genus Augochlora - 118 živih vrsta
  - genus Augochlorella - 18 živih vrsta
  - genus Augochlorodes - 1 živih vrsta
  - genus Augochloropsis - 145 živih vrsta
  - genus Caenaugochlora - 19 živih vrsta
  - genus Caenohalictus - 54 živih vrsta
  - genus Ceblurgus - 1 živih vrsta
  - genus Cellariella - 5 živih vrsta
  - genus Ceratalictus - 5 živih vrsta
  - genus Ceylalictus - 33 živih vrsta
  - genus Chlerogas - 10 živih vrsta
  - genus Chlerogella - 5 živih vrsta
  - genus Chlerogelloides - 2 živih vrsta
  - genus Conanthalictus - 13 živih vrsta
  - genus Corynura - 20 živih vrsta
  - genus Dieunomia - 9 živih vrsta
  - genus Dinagapostemon - 9 živih vrsta
  - genus Dufourea - 167 živih vrsta
  - genus Eupetersia - 30 živih vrsta
  - genus Glossodialictus - 1 živih vrsta
  - genus Goeletapis - 1 živih vrsta
  - genus Habralictus - 22 živih vrsta
  - genus Halictillus - 2 živih vrsta
  - genus Halictonomia - 10 živih vrsta
  - genus Halictus - 262 živih vrsta
  - genus Ischnomelissa - 7 živih vrsta
  - genus Lasioglossum - 1,740 živih vrsta
  - genus Lipotriches - 275 živih vrsta
  - genus Megalopta - 26 živih vrsta
  - genus Megaloptidia - 3 živih vrsta
  - genus Megaloptilla - 2 živih vrsta
  - genus Megommation - 5 živih vrsta
  - genus Mellitidia - 12 živih vrsta
  - genus Mexalictus - 5 živih vrsta
  - genus Micralictoides - 8 živih vrsta
  - genus Micrommation - 1 živih vrsta
  - genus Microsphecodes - 8 živih vrsta
  - genus Morawitzella - 1 živih vrsta
  - genus Morawitzia - 3 živih vrsta
  - genus Neocorynura - 73 živih vrsta
  - genus Neocorynurella - 3 živih vrsta
  - genus Nesosphecodes - 3 živih vrsta
  - genus Nomia - 151 živih vrsta
  - genus Nomioides - 51 živih vrsta
  - genus Paragapostemon - 1 živih vrsta
  - genus Parathrincostoma - 2 živih vrsta
  - genus Paroxystoglossa - 8 živih vrsta
  - genus Patellapis - 179 živih vrsta
  - genus Penapis - 3 živih vrsta
  - genus Pereirapis - 1 živih vrsta
  - genus Protodufourea - 5 živih vrsta
  - genus Pseudagapostemon - 26 živih vrsta
  - genus Pseudapis - 72 živih vrsta
  - genus Pseudaugochlora - 12 živih vrsta
  - genus Ptilocleptis - 3 živih vrsta
  - genus Ptilonomia - 3 živih vrsta
  - genus Reepenia - 8 živih vrsta
  - genus Rhectomia - 4 živih vrsta
  - genus Rhinetula - 2 živih vrsta
  - genus Rhinocorynura - 6 živih vrsta
  - genus Rhynchochlora - 1 živih vrsta
  - genus Rophites - 21 živih vrsta
  - genus Ruizantheda - 4 živih vrsta
  - genus Spatunomia - 2 živih vrsta
  - genus Sphecodes - 322 živih vrsta
  - genus Sphecodosoma - 3 živih vrsta
  - genus Sphegocephala - 6 živih vrsta
  - genus Steganomus - 9 živih vrsta
  - genus Systropha - 28 živih vrsta
  - genus Temnosoma - 7 živih vrsta
  - genus Thectochlora - 5 živih vrsta
  - genus Thrinchostoma - 47 živih vrsta
  - genus Thrincohalictus - 1 živih vrsta
  - genus Xenochlora - 4 živih vrsta
  - genus Xeralictus - 2 živih vrsta
- familia Heterogynaidae - 8 živih vrsta 
  - genus Heterogyna - 8 živih vrsta
- familia Megachilidae - 4,065 živih vrsta 
  - genus Acedanthidium - 1 živih vrsta
  - genus Afranthidium - 57 živih vrsta
  - genus Afroheriades - 6 živih vrsta
  - genus Afrostelis - 6 živih vrsta
  - genus Aglaoapis - 3 živih vrsta
  - genus Allodioxys - 4 živih vrsta
  - genus Anthidiellum - 59 živih vrsta
  - genus Anthidioma - 1 živih vrsta
  - genus Anthidium - 176 živih vrsta
  - genus Anthodioctes - 57 živih vrsta
  - genus Apianthidium - 1 živih vrsta
  - genus Ashmeadiella - 59 živih vrsta
  - genus Aspidosmia - 2 živih vrsta
  - genus Atoposmia - 27 živih vrsta
  - genus Austrostelis - 9 živih vrsta
  - genus Aztecanthidium - 3 živih vrsta
  - genus Bathanthidium - 7 živih vrsta
  - genus Bekilia - 1 živih vrsta
  - genus Benanthis - 1 živih vrsta
  - genus Chelostoma - 53 živih vrsta
  - genus Coelioxys - 501 živih vrsta
  - genus Cyphanthidium - 2 živih vrsta
  - genus Dianthidium - 29 živih vrsta
  - genus Dioxys - 19 živih vrsta
  - genus Duckeanthidium - 8 živih vrsta
  - genus Ensliniana - 1 živih vrsta
  - genus Eoanthidium - 17 živih vrsta
  - genus Epanthidium - 25 živih vrsta
  - genus Euaspis - 12 živih vrsta
  - genus Eudioxys - 2 živih vrsta
  - genus Fidelia - 12 živih vrsta
  - genus Gnathanthidium - 1 živih vrsta
  - genus Haetosmia - 3 živih vrsta
  - genus Heriades - 127 živih vrsta
  - genus Hofferia - 2 živih vrsta
  - genus Hoplitis - 351 živih vrsta
  - genus Hoplosmia - 19 živih vrsta
  - genus Hoplostelis - 5 živih vrsta
  - genus Hypanthidioides - 51 živih vrsta
  - genus Hypanthidium - 20 živih vrsta
  - genus Icteranthidium - 24 živih vrsta
  - genus Indanthidium - 1 živih vrsta
  - genus Ketianthidium - 1 živih vrsta
  - genus Larinostelis - 1 živih vrsta
  - genus Lithurgus - 38 živih vrsta
  - genus Megachile - 1,522 živih vrsta
  - genus Metadioxys - 3 živih vrsta
  - genus Microthurge - 4 živih vrsta
  - genus Neanthidium - 1 živih vrsta
  - genus Neofidelia - 2 živih vrsta
  - genus Notanthidium - 10 živih vrsta
  - genus Noteriades - 10 živih vrsta
  - genus Ochreriades - 2 živih vrsta
  - genus Osmia - 351 živih vrsta
  - genus Othinosmia - 12 živih vrsta
  - genus Pachyanthidium - 18 živih vrsta
  - genus Paradioxys - 2 živih vrsta
  - genus Paranthidium - 3 živih vrsta
  - genus Pararhophites - 3 živih vrsta
  - genus Plesianthidium - 8 živih vrsta
  - genus Prodioxys - 3 živih vrsta
  - genus Protosmia - 27 živih vrsta
  - genus Pseudoanthidium - 39 živih vrsta
  - genus Pseudoheriades - 8 živih vrsta
  - genus Radoszkowskiana - 4 živih vrsta
  - genus Rhodanthidium - 15 živih vrsta
  - genus Serapista - 4 živih vrsta
  - genus Stelis - 106 živih vrsta
  - genus Stenoheriades - 11 živih vrsta
  - genus Stenosmia - 10 živih vrsta
  - genus Trachusa - 56 živih vrsta
  - genus Trachusoides - 1 živih vrsta
  - genus Trichothurgus - 13 živih vrsta
  - genus Wainia - 10 živih vrsta
  - genus Xenostelis - 1 živih vrsta
  - genus Xeroheriades - 1 živih vrsta
- familia Melittidae - 187 živih vrsta 
  - genus Afrodasypoda - 1 živih vrsta
  - genus Ceratomonia - 1 živih vrsta
  - genus Dasypoda - 38 živih vrsta
  - genus Eremaphanta - 9 živih vrsta
  - genus Haplomelitta - 6 živih vrsta
  - genus Hesperapis - 37 živih vrsta
  - genus Macropis - 16 živih vrsta
  - genus Meganomia - 4 živih vrsta
  - genus Melitta - 44 živih vrsta
  - genus Promelitta - 1 živih vrsta
  - genus Pseudophilanthus - 4 živih vrsta
  - genus Rediviva - 22 živih vrsta
  - genus Redivivoides - 1 živih vrsta
  - genus Samba - 1 živih vrsta
  - genus Uromonia - 2 živih vrsta
- familia Sphecidae - 731 živih vrsta 
  - genus Ammophila - 201 živih vrsta
  - genus Chalybion - 45 živih vrsta
  - genus Chilosphex - 2 živih vrsta
  - genus Chlorion - 20 živih vrsta
  - genus Dynatus - 3 živih vrsta
  - genus Eremnophila - 9 živih vrsta
  - genus Eremochares - 5 živih vrsta
  - genus Hoplammophila - 4 živih vrsta
  - genus Isodontia - 61 živih vrsta
  - genus Palmodes - 20 živih vrsta
  - genus Parapsammophila - 21 živih vrsta
  - genus Penepodium - 22 živih vrsta
  - genus Podalonia - 66 živih vrsta
  - genus Podium - 23 živih vrsta
  - genus Prionyx - 59 živih vrsta
  - genus Sceliphron - 35 živih vrsta
  - genus Sphex - 118 živih vrsta
  - genus Stangeella - 1 živih vrsta
  - genus Trigonopsis - 16 živih vrsta
- familia Stenotritidae - 21 živih vrsta 
  - genus Ctenocolletes - 10 živih vrsta
  - genus Stenotritus - 11 živih vrsta